# Protoparmelia oleagina
Protoparmelia oleagina är en lavart som först beskrevs av Harm., och fick sitt nu gällande namn av Coppins. Protoparmelia oleagina ingår i släktet Protoparmelia och familjen Parmeliaceae.  Arten är reproducerande i Sverige. Inga underarter finns listade i Catalogue of Life.